# Пичилему
Пичилему (шп. Pichilemu, на мапундгун језику значи мала шума) је град и летовалиште у централном Чилеу и главни град покрајине Карденал Каро.
Град је постао морско летовалиште за богатије Чилеанце захваљујући Аугустину Росу Едвардсу, чилеанском политичару и члану моћне породице Рос Едвардс.